# بيجنوند (مقاطعة دورة)
بيجنوند (بالفارسية: بیژنوند) هي قرية تقع في قسم تشكن الريفي (مقاطعة دورة) في إيران. يقدر عدد سكانها بـ 232 نسمة .